# Strépetov
Strépetov (en rus: Стрепетов) és un poble (un possiólok) de l'óblast de Rostov, a Rússia, segons el cens del 2010 tenia 137 habitants, pertany al municipi de Volotxàievski.